# Theodore Bikel
Theodore Meir Bikel est un acteur et chanteur israélo-austro-américain, né le 2 mai 1924 à Vienne (Autriche) et mort le 21 juillet 2015 à Los Angeles en Californie aux (États-Unis),.

## Biographie

### Jeunes années
Theodore Meir Bikel naît à Vienne dans une famille qui vient de l’ensemble des milieux du monde juif d’Europe centrale, ainsi que le raconte son nom : le patronyme Bikel est l’acronyme d’un verset liturgique, Bnei Israël kedoshim laYY (« les enfants d’Israël sont saints à YHWH »), choisi au hasard par son arrière-grand-père dans un livre de prières lorsque les Juifs de Bucovine furent sommés de se choisir un nom, et parce qu’il y avait dans la localité un autre individu d’ascendance sacerdotale ; son nom hébraïque est hérité, selon la coutume de nomination ashkénaze, de son grand-père Maier Riegler, Juif assimilé dans l’empire austro-hongrois, geôlier de son état et décédé avant la naissance de son petit-fils ; son prénom enfin lui a été donné par son père en hommage à Theodor Herzl, considéré comme le père du sionisme politique. L’enfant grandit donc dans une famille sioniste-socialiste, idéologiquement opposée à l’observance du judaïsme mais viscéralement attachée à sa culture juive et c’est ainsi que Josef Bikel, qui ne fréquente pas les salles de prière, emmène régulièrement son fils écouter les vocalises des hazzanim dans les synagogues.
L’accession d’Adolf Hitler au pouvoir incommode de plus en plus la vie des Juifs en Autriche (même décoré des plus hauts insignes artistiques de ce pays, Bikel corrigera sa vie durant ceux qui le présentent comme Autrichien et préférera se dire « né en Autriche », arguant des mauvais traitements que lui ont fait subir les autorités). Comme de nombreuses familles, les Bikel émigrent après le rattachement de l’Autriche au Troisième Reich en 1938 mais plutôt que de choisir un pays d’Europe ou les États-Unis, ils se décident pour la Palestine mandataire afin de mettre leur idéologie en pratique. Theodore Bikel étudie à l’école Mikvé-Israël et rejoint le kibboutz Kfar HaMaccabi, montrant plus de dispositions à chanter la vie des pionniers qu’à la partager.
Adolescent, il fait en 1943 ses premiers pas au théâtre Habima et fait partie des membres fondateurs du théâtre Cameri. Insatisfait des rôles qu’on lui propose, il se rend à Londres en 1946 pour étudier à la Royal Academy of Dramatic Art. En 1948, alors que l’état d’Israël déclare son indépendance, il choisit de demeurer au Royaume-uni, affirmant avoir privilégié sa carrière tandis qu’on l’accuse de couardise et de désertion car les acteurs sont appelés à divertir les soldats sur la ligne de front.

### Une vie d’artiste

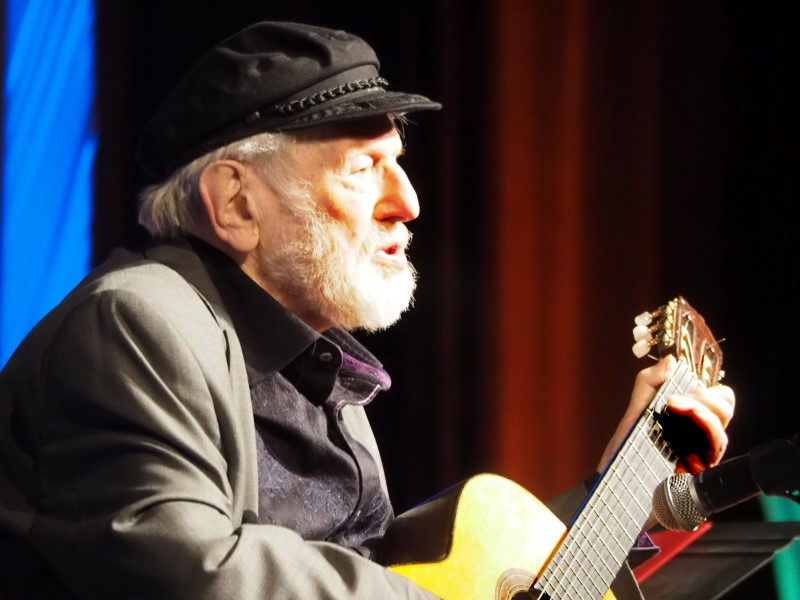
Theodore Bikel en 2014.

La même année, Michael Redgrave recommande Theodore Bikel à son ami Laurence Olivier, qui l’engage comme remplaçant pour la première d’Un tramway nommé Désir à West End. L’essai se révèle concluant, et Bikel se retrouve bientôt sous la lumière des projecteurs, interprétant Mitch face à Vivienne Leigh.
Après avoir tourné quelques films, Bikel décide de s’installer aux États-Unis en 1954. Il y entame, parallèlement à son métier d’acteur, une carrière de chanteur de musique traditionnelle, et produit plusieurs albums sous le label Elektra, s’accompagnant de divers artistes comme Geula Gill et Judy Collins. Cet homme qui parle couramment cinq langues et se débrouille dans deux autres, est capable de chanter les chants traditionnels de 21 pays mais il pense que le terme de « chanteur traditionnel » ne lui sied authentiquement que lorsqu’il chante dans le yiddish de son enfance. C’est ce talent de chanteur qui introduit Theodore Bikel à Broadway et il séduit le public en créant en 1959 le personnage de Georg von Trapp dans La Mélodie du bonheur ; c’est tout spécialement pour lui et afin de mettre en valeur ses talents que la chanson Edelweiss est composée mais Bikel, qui dit fuir une sécurité qui finirait par le figer dans un stéréotype, quitte la pièce après deux ans alors que son succès ne s’est pas démenti. Il est pressenti pour jouer le rôle principal du James Bond Goldfinger mais n'est pas retenu au profit de Gert Froebe.  Il joue en 1964 le pompeux professeur hongrois Zoltan Karpathy qui se laisse abuser par Eliza Doolittle et, en 1967, Tevye le laitier dans Un violon sur le toit qu’il ne se privera cette fois pas de jouer plus de deux mille fois, et plus que tout autre acteur. Il enchaîne alors les participations spéciales dans diverses séries populaires, jouant de sa maîtrise des accents pour incarner des figures souvent pittoresques et généralement étrangères afin de varier son répertoire.
Ce désir de versatilité définit également sa vie, et Bikel multiplie les casquettes, conjuguant une carrière de chanteur traditionnel, d’activiste politique et de propriétaire de bars ainsi que d’autres établissements.

## Œuvre

### Discographie
- Folk Songs of Israel (1955), Elektra[6],[7]
- An Actor’s Holiday (1956), Elektra[6]
- A Young Man and a Maid (with Cynthia Gooding) (1957), Elektra[6]
- Theodore Bikel Sings Jewish Folk Songs (1958), Elektra[6]
- To Broadway, To Life!: The Musical Theater of Bock and Harnick[8]
- Folk Songs from Just about Everywhere (with Geula Gill) (1959), Elektra[6]
- More Jewish Folk Songs (1959), Elektra[6],[9]
- Bravo Bikel (Town Hall Concert) (1959), Elektra[6]
- Songs of Russia Old and New (1960), Elektra[6],[9]
- Newport Folk Festival 1960 (5 songs), Elektra[6]
- The Sound of Music (Original Broadway Cast) (1960), Columbia Records[10]
- From Bondage to Freedom (1961), Elektra[6]
- A Harvest of Israeli Folk Songs (1961), Elektra[6]
- The Poetry and Prophecy of The Old Testament (1962), Elektra[6],[11]
- The Best of Bikel (1962), Elektra[6]
- Theodore Bikel on Tour (1963), Elektra[6]
- A Folksinger’s Choice (1964), Elektra[6]
- The King and I (1964), Columbia Records[12]
- Yiddish Theatre and Folk Songs (1965), Elektra[6]
- Songs of the Earth (avec The Pennywhistlers) (1967), Elektra[6]
- Theodore Bikel Is Tevye (1968), Elektra
- A New Day (1970), Reprise Records[13]
- Silent No More (Soviet Jewish Underground) (1972), Star Records[6]
- Theodore Bikel for the Young (1973), Peter Pan Records[14]
- Theodore Bikel Sings Jewish Holiday Songs (1987)[15]
- A Passover Story (1991), Western Wind[16]
- A Chanukkah Story (1992), Western Wind[17]
- Theodore Bikel Sings Jewish Folk Songs (CD reissue, 1992), Bainbridge Records[9]
- Theodore Bikel Sings More Jewish Folk Songs (CD reissue, 1992) Bainbridge Records[9]
- Rise up and Fight–Songs of Jewish Partisans (1996), Holocaust Museum[18]
- Tevye the Dairyman and the Railroad Stories (1996) Macmillan audio[19]
- A Taste of Passover (1998), Rounder Records[20]
- Classic Jewish Holiday & Shabbat Songs (2000), Sameach Records[6]
- A Taste of Chanukkah (2000), Rounder Records[21]
- Theodore Bikel's Treasury of Yiddish Folk & Theatre Songs (2004), Rhino Handmade[6]
- In My Own Lifetime  (2006), Jewish Music Group[6]
- Our Song (with Alberto Mizrahi) (2007), Opus Magica Musica[22],[23]

### Filmographie
Theodore Bikel excelle dans les petits et moyens rôles remarqués, jouant de sa maîtrise des accents et dialectes pour incarner des personnages le plus souvent étrangers: il est le pompeux phonétiste hongrois floué par Eliza Doolittle dans My Fair Lady, le capitaine du sous-marin russe échoué à Gloucester dans Les Russes arrivent, le sadique général français qui tient la fortesse d’Ávila dans Orgueil et Passion et jouera aussi plusieurs officiers allemands, un marchand arménien ou encore un malfrat bulgare. Son rôle de sheriff dans The Defiant Ones lui a valu une nomination aux Oscars en 1958.
- 1949 : Ein Breira : Narrateur
- 1951 : Appointment with Venus de Ralph Thomas : Homme au marchand de journaux
- 1951 : L'Odyssée de l'African Queen (The African Queen) de John Huston : Premier officier
- 1952 : Moulin Rouge de John Huston : Roi Milo IV de Serbie
- 1953 : The Kidnappers : Willem Bloem
- 1953 : A Day to Remember : Henri Dubot
- 1953 : Desperate Moment : Anton Meyer
- 1953 : Ne me quitte jamais (Never Let Me Go) de Delmer Daves : Flic de patrouilleur russe
- 1953 : La Valse de Monte-Carlo (Melba) de Lewis Milestone : Paul Brotha
- 1954 : La Loterie du bonheur (The Love Lottery) : Parsimonious
- 1954 : Voyage au-delà des vivants (Betrayed) de Gottfried Reinhardt : Sergent allemand
- 1954 : Évasion (The Young Lovers) : Joseph
- 1954 : Le Cargo de la drogue (Forbidden Cargo) : Max
- 1954 : The Divided Heart : Josip
- 1955 : Les Indomptables de Colditz (The Colditz Story) de Guy Hamilton : Vandy
- 1955 : Opération Tirpitz (Above Us the Waves) de Ralph Thomas : un officier allemand
- 1956 : Flight from Vienna : Kosice
- 1957 : Les Vendanges (The Vintage) de Jeffrey Hayden : Eduardo Uribari
- 1957 : Orgueil et Passion (The Pride and the Passion) de Stanley Kramer : le général Jouvet
- 1957 : Torpilles sous l'Atlantique (The Enemy Below) de Dick Powell : 'Heinie' Schwaffer
- 1958 : Man on the Run
- 1958 : Tonnerre sur Berlin (Fräulein) de Henry Koster : Col. Dmitri Brikett
- 1958 : La Chaîne (The Defiant Ones) de Stanley Kramer : Sheriff Max Muller
- 1958 : J'enterre les vivants (I Bury the Living) d'Albert Band : Andy McKee
- 1958 : Je veux vivre ! (I Want to Live!) de Robert Wise : Carl G.G. Palmberg
- 1959 : La Ferme des hommes brûlés (Woman Obsessed) d'Henry Hathaway : le docteur R. W. Gibbs
- 1959 : Trahison à Athènes (The Angry Hills) de Robert Aldrich : Dimitrios Tassos
- 1959 : L'Ange Bleu (The Blue Angel) d'Edward Dmytryk : Klepert
- 1960 : L'Orphelin et son chien (A Dog of Flanders) de James B. Clark : Piet van Gelder
- 1962 : La Quatrième Dimension : épisode À quatre heures (saison 3, épisode 29) : Oliver Crangle
- 1964 : My Fair Lady de George Cukor : Zoltan Karpathy
- 1965 : Who Has Seen the Wind? (TV) : Josef Radek
- 1965 : Sands of the Kalahari de Cy Endfield : Dr. Bondrachai
- 1966 : Les Russes arrivent (The Russians Are Coming the Russians Are Coming) de Norman Jewison : Le capitaine russe
- 1966 : Noon Wine (TV)
- 1967 : The Diary of Anne Frank (TV) d'Alex Segal
- 1968 : Sweet November de Robert Ellis Miller : Alonzo
- 1968 : Hawaï police d'État: saison 2 : épisode La bête
- 1968 : The Desperate Ones : Kisielev
- 1969 : My Side of the Mountain de James B. Clark : Bando
- 1970 : Darker Than Amber de Robert Clouse : Meyer
- 1971 : 200 Motels de Tony Palmer et Frank Zappa : Rance Muhammitz / Dave
- 1972 : Killer by Night (TV) : Sgt. Phl 'Sharkey' Gold
- 1972 : The Little Ark de James B. Clark : le capitaine
- 1975 : Mystère sur le vol 502 (en) (Murder on Flight 502) (TV) : Otto Gruenwaldt
- 1976 : Victoire à Entebbé (Victory at Entebbe) (TV) de Marvin J. Chomsky : Yakov Shlomo
- 1976 : La Petite Maison dans la prairie (The House on the Prairie) (Série TV) saison 2, épisode 20 (Le centenaire (Centennial) ) : Yuli Pyatakov
- 1977 : Testimony of Two Men (feuilleton TV) : Peter Heger
- 1977 : Columbo : Les Surdoués (The Bye-Bye Sky High I.Q. Murder Case) (Série TV) : Oliver Brandt
- 1978 : Loose Change (feuilleton TV) : Tom Feiffer
- 1978 : The Stingiest Man in Town (TV) : Marley's Ghost (voix)
- 1980 : The Return of the King (TV) de Jules Bass et Arthur Rankin Jr. : Aragorn (voix)
- 1964 : Another World (série TV) : Henry Davenport (1982-1983)
- 1983 : Staus: Growing Old in America (TV)
- 1985 : Prince Jack (en) de Bert Lovitt : Georgi
- 1986 : Very Close Quarters : Victor
- 1987 : Arabesque : épisode Sur le sentier de la guerre (Indian Giver)
- 1988 : A Stoning in Fulham County (TV) : Abe Moser
- 1989 : Christine Cromwell: Things That Go Bump in the Night (TV) : Horace
- 1989 : Dark Tower (en) : Dr. Max Gold
- 1989 : À demain, mon amour (See You in the Morning) d'Alan J. Pakula : Bronie
- 1989 : The Final Days (TV) de Richard Pearce : Henry Kissinger
- 1991 : Troubles (Shattered) de Wolfgang Petersen : Dr. Berkus
- 1991 : Mémoire de minuit (Memories of Midnight) (TV) : Napoleon Chotas
- 1992 : Crisis in the Kremlin : Leo
- 1993 : My Family Treasure : Grandpa Danieloff
- 1993 : Benefit of the Doubt : Gideon Lee
- 1997 : Haute Trahison (Shadow Conspiracy) de George Pan Cosmatos : Prof. Yuri Pochenko
- 1998 : Trickle : M.. Fix
- 1998 : Babylon 5: In the Beginning (TV) : Lenonn
- 1998 : Le Ranch de l'amour (Second Chances) : John Hathaway
- 2000 : H.U.D. (TV) : Ambassadeur Bjorn Jorgensen
- 2002 : Crime and Punishment de Menahem Golan : Capitaine Koch

## Interview
- (de) Theodore Bikel, In der Mariahilferstraße hatten wir Nachbarn, die waren sehr nette und anständige Menschen in Christian Cargnelli, Michael Omasta (eds.) : Aufbruch ins Ungewisse. Österreichische Filmschaffende in der Emigration vor 1945, Vienne, Wespennest, 1993.